# Grand City Properties
Grand City Properties S.A. ist mit 63.000 Wohnungen ein Wohnimmobilienunternehmen mit Sitz in Luxemburg und operativem Hauptsitz in Berlin-Tegel.

## Unternehmen
Der Fokus des Geschäftsmodells von Grand City Properties S.A. liegt auf dem Kauf, der Neupositionierung und der Optimierung von Wohnimmobilien.
Grand City Properties erlöst eine jährliche Nettomiete von 560 Millionen Euro und schüttet jährliche Dividenden von rund 138 Millionen Euro aus. Im Dezember 2019 belief sich der Bilanzwert des Unternehmens auf fast 11 Mrd. Euro, das Eigenkapital auf 5 Mrd. Euro und der Mittelzufluss aus laufender Geschäftstätigkeit (FFO1) auf das Jahr hochgerechnet auf 200 Mio. Euro. Der Nettogewinn belief sich 2019 auf 493 Millionen Euro und 270 Millionen Euro im ersten Halbjahr 2020. Der überwiegende Teil des Portfolios befindet sich im innerstädtischen Kreis von Berlin, Dresden, Leipzig, Hamburg und London. Im Jahr 2018 begann das Unternehmen, neu gebaute Mietwohnungen in London zu erwerben – bisher sind das rund 1.000 Wohnungen.

## Aktie und Anteilseigner
Die Aktie des Unternehmens Grand City Properties S.A. notierte Mitte 2012 an der Frankfurter Wertpapierbörse zu einem Kurs von 2,7 Euro je Aktie mit einem Börsenwert von 150 Millionen Euro. Vorübergehend notierte die Aktie im MDAX.
Der größte Einzelaktionär ist mit 59 % die Aroundtown SA (über ihre Tochter Edolaxia Group), die zu 15 % im Besitz des Grand-City-Gründers Yakir Gabay ist. Die übrigen Aktien befinden sich im Streubesitz.

## Historie
Grand City Properties S.A. wurde 2004 von Yakir Gabay gegründet. Die ersten Wohnungsankäufe begannen im Zentrum von Berlin.

## Management
Grand City Properties wird von CFO Refael Zamir geführt. Niederlassungsleiter ist David Fischer, CEO Sebastian Remmert. 

## Nachhaltigkeit
Die European Public Real Estate Association (EPRA) hat Grand City Properties 2017 mit dem Gold Award für Nachhaltigkeit ausgezeichnet. Darüber hinaus erhielt das Unternehmen den ersten Platz in der Kategorie „Outstanding Contribution to society“ (herausragender Beitrag zur Gesellschaft), in der der erstklassige Mieterservice gewürdigt wurde.
2017 hat das Unternehmen erstmals einen Nachhaltigkeitsbericht und 2018 einen EPRA-Bericht veröffentlicht.

## Kritik
Im Weißen Riesen in Kiel klagten Mieter im Jahr 2019 über „Müll, Schimmel und Kakerlaken“ und eine Rattenplage in dem Wohnhochhaus, das Grand City Properties gehört. Im südhessischen Neu-Isenburg gab es 2021 ebenfalls Mieterbeschwerden, die sich gegen das Unternehmen richteten. Im Kölner Stadtteil Finkenberg kaufte Grand City Properties 2014 mehrere Wohnhochhäuser, die zuvor der Immobiliengesellschaft KPL Immo gehörten und die in schlechtem Zustand waren. Nach einer Dokumentation des WDR-Fernsehens von Mai 2022 klagen Mieter der Grand City in Finkenberg, dass viele Wohnungen weiterhin marode sind. Sie berichten von feuchten Wänden, von Ratten und Mäusen auf Balkonen und von Kellerräumen, die wegen fehlendem Brandschutz gesperrt sind und von Mietern nicht genutzt werden können. Der Berliner Mieterverein kritisiert, dass Grand City Properties an seine Aktionäre hohe Dividenden ausschüttet, die von den Mietern finanziert werden. „Grand-City-Mieter zahlen im Schnitt monatlich rund 180 Euro an die Anteilseigner“, berichtete der Berliner Mieterverein mit Blick auf das Geschäftsjahr 2020.